# Sylvan Grove
Sylvan Grove är en ort i Lincoln County i Kansas. Vid 2020 års folkräkning hade Sylvan Grove 291 invånare.